# Bala (gmina)
Bala – gmina w Rumunii, w okręgu Mehedinți. Obejmuje miejscowości Bala, Bala de Sus, Brateșul, Brativoești, Câmpu Mare, Cârșu, Comănești, Crainici, Dâlma, Iupca, Molani, Rudina, Runcușoru, Sărdănești i Vidimirești. W 2011 roku liczyła 3963 mieszkańców.